# Журавлёв, Вячеслав Александрович
Вячеслав Александрович Журавлёв (9 марта 1937, Текстильщик, Мытищинский район (ныне — в черте города Королёв), Московская область) — советский футболист, выступавший на позиции полузащитника, и футбольный тренер. Сыграл 69 матчей и забил один гол в высшей лиге СССР. Мастер спорта СССР.

## Биография
В начале карьеры выступал за коллективы физкультуры из Москвы и Смоленска. В 1960 году, в 23-летнем возрасте впервые попал в команду мастеров — московское «Динамо». Дебютный матч в высшей лиге сыграл 29 июня 1960 года против тбилисских одноклубников. 15 октября 1960 года забил свой первый гол в ворота ростовского СКА. Всего в составе бело-голубых сыграл 18 матчей и забил один гол в чемпионате страны, а также провёл 41 матч и забил 5 голов в первенстве дублёров.
В 1962 году перешёл в минское «Динамо», в его составе за два сезона сыграл 51 матч в высшей лиге. В 1964 году играл в классе «Б» за московский «Локомотив», затем четыре сезона провёл в горьковской «Волге» и был её капитаном. В 1969 году (по другим данным, в 1969—1971) играл за ижевский «Зенит», а в конце карьеры выступал в чемпионате Москвы за «Фрезер».
В 1989—1991 годах (по другим данным, до 1994 года) работал главным тренером мытищинского «Торпедо». В 1990 году привёл команду к победе в чемпионате РСФСР среди коллективов физкультуры.